# Waran białogardły
Waran białogardły (Varanus albigularis) – gatunek jaszczurki z rodziny waranowatych (Varanidae).

## Opis
Rodzina Varanidae, do której należy opisywany gatunek, charakteryzuje się masywnym i dobrze umięśnionym ciałem, silnymi łapami zakończonymi ostrymi pazurami oraz długim ogonen. Varanidae posiadają trzy lub mniej par żeber mostkowych i wydłużoną dziewięciokręgową szyję. Ich język jest długi i rozdwojony na końcu. Skóra jest gruba, pokryta drobnymi, zaokrąglonymi łuskami. Czasem występują w niej osteodermy. Do Varanidae należy około 80 gatunków zamieszkujących Australię, południową i południowo-wschodnią Azję oraz Afrykę.
Varanus albigularis jest zaliczany do podrodzaju Polydaedalus w obrębie rodzaju Varanus. Posiada dwa białawe pasy, które biegną wzdłuż grzbietu. Jego masa jest uzależniona od płci, przy czym dymorfizm płciowy jest rozpoznawalny dopiero po rozpoczęciu rozmnażania. Wcześniej osobniki są podobne wagowo. Masa samca waha się od 5 do 8 kg, a samicy od 4,5 do 6,5 kg. Młode ważą od 20 do 25 g.

## Występowanie
Varanus albigularis jest szeroko rozpowszechnionym gatunkiem na terenie Afryki Subsaharyjskiej: podgatunek angolensis występuje w Afryce południowo-zachodniej, podgatunek albigularis w Afryce południowo-środkowej, a podgatunek microstictus w Afryce Wschodniej – na północ po Etiopię i Dżibuti.